# سمة دلالية

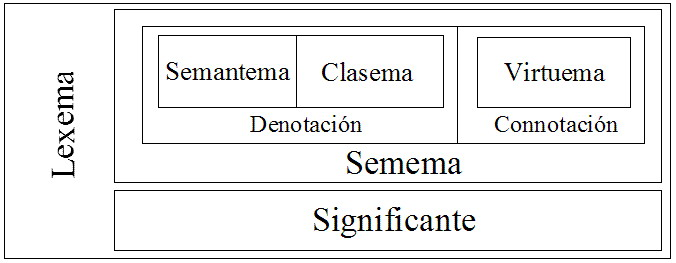

السمة الدلالية أصغر وحدة معنوية يمكن اختزالها في كلمة.